# San Angelo
San Angelo är en stad i Tom Green County i delstaten Texas, USA med 103 772 invånare (2004). San Angelo är administrativ huvudort (county seat) i Tom Green County. 